# Digitalizacija
Digitalizacija je proces pretvaranja analognog signala u digitalni oblik. Moguće je digitalizirati sve vrste gradiva, od teksta, preko audio i video zapisa, sve do trodimenzionalnih objekata.

## Postupci digitalizacije
Postupci digitalizacije razlikuju se ovisno o vrsti gradiva koje se digitalizira.

### Tekstualno gradivo
Tekstualno gradivo može se digitalizirati na tri načina; prepisivanjem, skeniranjem i fotografiranjem digitalnim fotoaparatom. U slučaju skeniranja i fotografiranja potrebno je provesti i optičko prepoznavanje slova (eng. OCR - Optical character recognition).

Prepisivanje je najdugotrajniji i najskuplji od nabrojanih postupaka i najčešće se primjenjuje kod rukopisa, tiskanog teksta s preslabim kontrastom ili tiskanog teksta kojem su pridodane rukom pisane bilješke.

Skeniranje teksta može se izvršiti na originalu ili na mikrofilmu. Skenirati se može u boji ili u crno-bijeloj tehnici. Ako se nakon skeniranja provodi OCR, tekst će se skenirati kao crno-bijeli dokument kako bi se postigao optimalni kontrast.

Fotografiranje teksta vrši se digitalnim fotoaparatom. Najčešće se primjenjuje kod gradiva za koje postoji opasnost od oštećenja.

### Slikovno gradivo
Slikovno gradivo se digitalizira skeniranjem ili fotografiranjem.

Ako se digitalizira skeniranjem, potrebno je odabrati skener što veće razlučivosti. Ako je gradivo prikladne vrste, idealno je upotrebljavati rotacijske skenere kojima se postiže znatno viša kvaliteta nego klasičnim, plošnim, skenerima.

Ako je gradivo većeg formata, upotrebljavaju se (visokokvalitetni) digitalni fotoaparati. Kod fotografiranja slikovnog gradiva iznimno je bitno kvalitetno osvjetljenje.

U pravilu se izrađuju tri verzije svake digitalizirane slike; jedna u boji s maksimalnom razlučivošću, drugu s manjim brojem nijansi ili u skali sivih tonova (eng. grayscale) koja će biti pogodna za slanje mrežom, te treću, identifikacijsku sličicu (eng. thumbnail). 

Kako bi se postigla što bolja kvaliteta digitaliziranog slikovnog gradiva, potrebno je obratiti pažnju na tri najvažnije značajke:
1. Rezolucija - broj piksela ili točki po inču, kod digitalizacije rezolucija označava broj uzorkovanja predloška tijekom skeniranja
2. Bitna dubina točke - svakoj točki u digitalnoj slizi pridružen je binarni niz. Broj znamenaka tog niza naziva se bitna dubina
3. Boja - prije digitalizacije krucijalno je odrediti kako će se upotrebljavati gradivo; samo za pohranu, na monitoru ili će postojati i mogućnost ispisa. Tome treba prilagoditi sustav prikaza boje. Najčešći sustavi cu RGB, CMYK i CIELAB

### Zvučno gradivo
Zvučno se gradivo digitalizira tako da se zvučni izlaz uređaja za reprodukciju audio sadržaja (gramofon, kazetofon i sl.) poveže s računalom koje je opremljeno zvučnom karticom i adekvatnim programom za obradu zvuka. Digitalizacija zvuka odvija se u dva koraka, to su uzorkovanje i kvantizacija.

Uzorkovanje određuje koliko će se često zapisivati informacije, a da to bude dovoljno vjerno za reprodukciju. Što je frekvencija uzorkovanja veća, dobiveni je signal kvalitetniji, što znači da će uzorkovanje frekvencijom od 10 kHz dati bolji rezultat nego uzorkovanje frekvencijom od 2 kHz. Potrebno je obratiti pažnju i na raspon ljudskog sluha. Poznato je da većina ljudi raspoznaje frekvencije od 20 Hz sve do 20.000 Hz i obično se uzima dvostruka maksimalna frekvencija koju ljudska uho raspoznaje. U praksi je frekvencija 44,1 kHz postala standard

Nakon uzorkovanja zvučnog signala potrebno je kvantizirati njegovu amplitudu. Ako je uzorkovano standardom od 40,1 kHz, to znači da je svaka sekunda zvučnog signala podijeljena na 41.000 dijelova, a svaki dio sadrži informaciju o amplitudi. Svaki taj dio može se podijeliti na beskonačno mnogo dijelova, a kvantizacijom se određuje dužina binarnog niza, odnosno dijelovi amplitude se svode na određenu dužinu.

### Video gradivo
Digitalizacija video gradiva svodi se na digitalizaciju pomičnih slika i digitalizaciju audio sadržaja. Faktori bitni za kvalitetu pomičnih slika isti su kao i kod klasičnog slikovnog gradiva. Ono na što je potrebno obratiti pažnju je broj slika u sekundi. Zbog tromosti oka čovjek ne raspoznaje promjene u okolini koje se događaju brzinom vežom od 50 milisekundi. To znači da raspoznaje 20 slika u sekundi, a sve veće promjene se u ljudskom oku stapaju. Ovisno o formatu (film, video, televizija), video gradivo sadrži 24, 25 ili 30 slika u sekundi. Kao i kod svakog drugog gradiva potrebno je odrediti svrhu digitalizacije i tome prilagoditi kvalitetu zapisa. No, uvijek treba imati na umu da video gradivo zauzima iznimno velik dio diskovnog prostora.

### Trodimenzionalno gradivo
Digitalizacija trodimenzionalnog gradiva često se naziva i 3D digitalizacija. Kod 3D digitalizacije upotrebljavaju se skeneri namijenjeni skeniranju volumena, a oni se dijele na kontaktne i beskontaktne. 

Prednost kontaktnih skenera je preciznost i mobilnost (skeneri su manjih dimenzija), a mana fizički kontakt što može dovesti do oštećenja. Kontaktni skeneri se danas upotrebljavaju sve manje.
Beskontaktni skeneri dijele se na aktivne (repoduciraju svjetlo, ultrazvuk ili rendgensku zraku) i pasivne (detektiraju radijacije iz okoline). Najraširenija tehnika danas je stereofotogrametrija. Pomoću stereofotogrametrije moguće je procijeniti trodimenzionalne koordinate točaka na objektima. To se postiže tako da se mjerenja provode na dvije fotografije snimljene iz različitih kutova. Temelji se na ljudskom “stereo” vidu.

Za digitalizaciju jednostavnijih trodimenzionalnih objekata mogu se upotrebljavati i plošni skeneri ili (češće) digitalni fotoaparati. Ovim se načinom digitalizira kovani novac, nakit ili presjeci 3D objekata. Primjenom niskog bočnog osvjetljenja stvaraju se sjene (čime se dobiva privid trodimenzionalnosti) i izbjegavaju neželjeni odbljesci koji bi se dobili okomitim osvjetljenjem.

## Razlozi za digitalizaciju
Razvojem informacijskih i komunikacijskih tehnologija istaklo se pet najčešćih razloga za digitalizaciju:
1. Digitalizacija radi zaštite izvornika - u početku najšešći razlog. Postoje dva aspekta zaštite:
  - Na uporabu se daju elektroničke verzije gradiva, a original se čuva od oštećenja
  - U slučaju gubitka ili uništenja originala elektronička kopija (u većoj mjeri) nadoknađuje gubitak
2. Digitalizacija radi povećanja dostupnosti - original je dostupan samo na jednom mjestu, a dostupnost kopije ovisi o broju kopija. Kod digitalnih inačica originala dostupnost je gotovo neograničena.
3. Digitalizacija radi stvaranja nove ponude i usluga - prebacivanjem u digitalni svijet otvara se mnogo novih mogućnosti; razmjena metapodataka, ubrzano pretraživanje teksta, lakša analiza gradiva, virtualno spajanje fizički udaljenog gradiva i sl.
4. Digitalizacija radi upotpunjavanja fonda - fond se može digitalizacijom upotpuniti gradivom koje je u vlasništvu druge osobe
5. Digitalizacija na zahtjev - sporedni razlog digitalizacije, najčešće u obliku dodatnih usluga

## Proces digitalizacije
Kod digitalizacije, a osobito kod digitalizacije veće količine gradiva, potrebno je definirati ključne korake u procesu digitalizacije i slijediti ih kako bi se osigurao kvalitetan rezultat.
Proces digitalizacije najčešće se sastoji od sljedećih sedam faza: 
1. Odabir gradiva - gradivo je potrebno sagledati sa svih aspekata; konzervacijskog, pravnog, etičkog i tehnološkog
2. Digitalizacija gradiva - odrediti cilj digitalizacije, format digitalnog gradiva, mjesto digitalizacije
3. Obrada i kontrola kvalitete - obraća se pažnja na kalibraciju uređaja i komprimiranje sadržaja, ovisno o vrsti gradiva
4. Zaštita - fizička i intelektualna zaštita; šifriranje, vodeni žigovi, autentičnost
5. Pohrana i prijenos - odabir sustava za pohranu (izravni, poluizravni, hijerarhijski, neizravni)
6. Pregled i upotreba- pogled na rezultat procesa digitalizacije iz perspektive ciljne korisničke skupine
7. Održavanje digitalnog gradiva - zadnji korak procesa digitalizacije kojim započinje proces očuvanja

## Digitalizacija u Informacijskim znanostima
U Informacijskim znanostima digitalizacija je najzastupljenija u Bibliotekarstvu, Arhivistici i Muzeologiji.
Bibliotekarstvo je jedina od navedenih znanosti koja je skeptična prema digitalizaciji jer smatra da bi se potpunom digitalizacijom gradiva smanjila potreba za knjižnicama. S obzirom na to da su većina gradiva knjige, digitalizira se uglavnom tekst.

U Arhivistici se u pravilu digitalizira tekst. Danas se još uvijek gradivo prvo tiska na papir, a tek nakon toga se digitalizira. Tako se original sprema, a digitalne kopije se daju na uporabu.

U Muzelogiji su najčešće gradivo fizički predmeti i stoga je najzastupljenija 3D digitalizacija. Upotrebljava se u svrhu virtualnih izložbi.

## Primjer
Ako želimo pjesmu s gramofonske ploče pretvoriti u WAV audio format, govorimo o digitalizaciji. Standardno se rabi 44.100 uzoraka u sekundi, a uzorci su 16 bitni (PCM). Na taj način ljudsko uho ne može prepoznati razliku između izvornika (gramofonske ploče) i digitalnog oblika, jer kao što je oko tromo, i 24 slike u sekundi prepoznaje kao pokret (tj. ne vidi trzanje), tako i uho 44.100 uzoraka u sekundi podijeljenih na 65536 nivoa (2 na 16; tj. 16 bita) ne može razlikovati od izvornika.

## Vanjske poveznice
|  | Wječnik ima rječničku natuknicu digitalno |